# Triancyra galloisi
Triancyra galloisi är en stekelart som först beskrevs av Tohru Uchida 1928.  Triancyra galloisi ingår i släktet Triancyra och familjen brokparasitsteklar. Inga underarter finns listade i Catalogue of Life.